# Greater Giyani
Giyani (officieel Greater Giyani Local Municipality; Afrikaans: Groter Giyani Plaaslike Munisipaliteit) is een gemeente in het Zuid-Afrikaanse district Mopani.
Giyani ligt in de provincie Limpopo en telt 244.217 inwoners. Giyani was tot 1994 de hoofdstad van het thuisland Gazankulu.

## Hoofdplaatsen
Het nationaal instituut voor de statistiek, Stats SA, deelt sinds de census 2011 deze gemeente in in 83 zogenaamde hoofdplaatsen (main place):
Babangu • Bambeni • Basani • Blinkwater • Bode • Botshabelo • Daniel Rababelela • Dingamanzi • Ghandlanani • Giyani • Gonono • Greater Giyani NU • Hlomela • Hlopekani • Hluphekani • KaDizingidzingi • KaDzumeri • KaGaula • KaGidya • KaHhlaneki • KaHomu • KaKhaxani • KaKheyi • KaMakhuva • KaMakoxa • KaMapayeni • KaMapuva • KaMaswanganyi • KaMatsotsosela • KaMavalani • KaMayephu • KaMbedlhe • KaMininginisi • KaMpakani • KaMunghonghoma • KaMushiyani • KaMzilela • KaNdengeza • KaNghalalume • KaNgove • KaNkomo • KaNkuri • KaNwadzekudzeku • KaNwamakena • KaSabulane • KaSiandana • KaSikhunyane • KaTomu • KaXikhumba • KaXikukwani • KaXitlakati • Khakhala • Khomanani • Kruger National Park • Loloka • Mageva • Mahlathi • MaPhata • Maxabela • Mbatlo • Mbaula • Mlhava • Muhlahlandlela • Muyexe • Namenwamarhanga • Ndindani A • Northhampton • Ntsanwisi • Ntsuki • Nwakhuwani • Nwamatatane • Phalakubeni • Phikela • Rivala • Sekhiming • Shimange • Shivulani • Sifasonke • Thomo • Vuhehli • Wagendrift • Xawela • Ximausa.

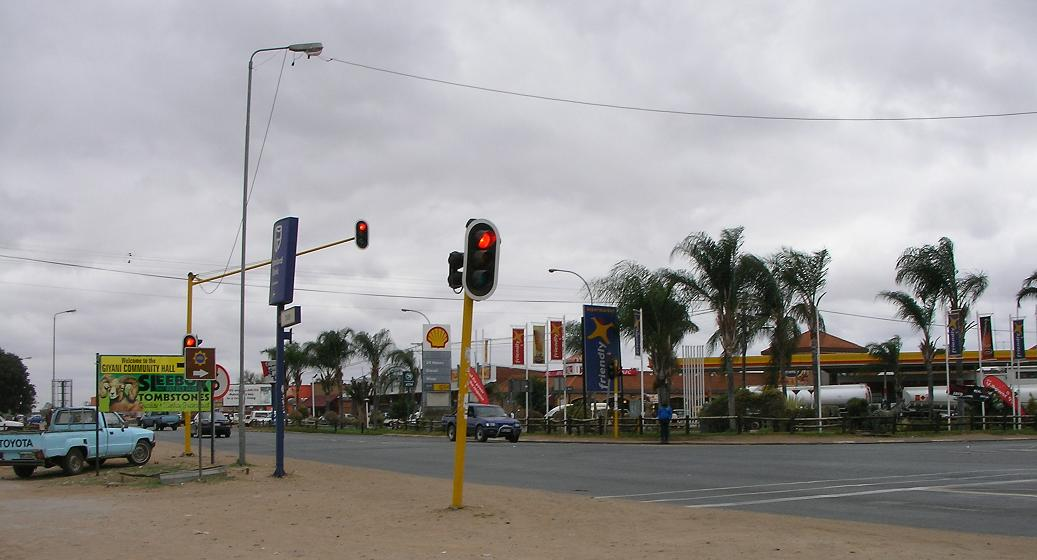
Straatbeeld in Giyani